# Lentillères
Lentillères é uma comuna francesa na região administrativa de Auvérnia-Ródano-Alpes, no departamento de Ardèche. Estende-se por uma área de 8,72 km². Em 2010 a comuna tinha 237 habitantes (densidade: 27,2 hab./km²).